# Powiat Rożniawa
Powiat Rożniawa (słow. okres Rožňava) – słowacka jednostka administracyjna znajdująca się w kraju koszyckim na terenie historycznych regionów Gemer i Abaúj-Torna. Powiat Rożniawa zajmuje obszar 1 173 km², jest zamieszkiwany przez 61 887 obywateli, z czego 63% stanowią Słowacy, 30,6% Węgrzy (w roku 2001). Średnia gęstość zaludnienia wynosi 52,76 osób na km². Miasta: Dobszyna i powiatowe Rożniawa.